# 김문경 (문학자)
김문경(金文京, 1952년 3월 9일~)은 대한민국의 문학자이자, 쓰루미 대학의 교수이며 교토 대학의 명예교수이다. 2018년부터 2020년까지 일본중국학회의 이사장을 맡았다.